# دیل باکستر
دیل باکستر (انگلیسی: Dale Baxter؛ زادهٔ ۲۲ سپتامبر ۱۹۶۱) بازیکن فوتبال اهل انگلستان است.
وی همچنین در تیم ملی فوتبال Canada U20 بازی کرده‌است.